# 府中市歴史民俗資料館
府中市歴史民俗資料館（ふちゅうしれきしみんぞくしりょうかん）は、広島県府中市土生町にある歴史民俗資料館。
旧芦品郡役所庁舎を歴史民俗資料館として利用し、かつて備後国国府が置かれた葦田郡域（現在の府中市域）の様相を伝えている。

## 沿革
- 1903年（明治36年） - 旧芦品郡役所庁舎として、当時郡内で最も繁華な通りに面した府中町1番地に竣工。
- 1926年（大正15年） - 郡制廃止。以後県の出先諸事務所として利用。
- 1975年（昭和50年） - 道路拡幅工事に伴い、現住所に移築。
- 1977年（昭和52年） - 府中市指定重要文化財に指定。

## 施設
- 移築時に内部は改造されたが、外観はほぼ旧態を維持している。
- 漆喰の壁に隅石飾り、胴蛇腹や窓枠・庇（ひさし）・玄関の飾りなど外観は建築時のままであり、明治後期の擬西洋風建築の建造物として文化財的価値が高い。

## 展示
近年の市内における埋蔵文化財調査での出土遺物が工夫をこらしてわかりやすく展示されており、古代の備後国府の状況を考えるうえで有意義な施設である。
第1展示室（1F）
縄文時代から古墳時代の出土遺物を常設展示。
第2展示室（1F）
備後国府跡を中心とした奈良時代から平安時代の出土遺物を常設展示。
第3展示室（2F）
期間限定の企画展示に利用。

## アクセス
- 中国バス - 南宮台団地線「府中東高」バス停